# 11773 Schouten
11773 Schouten è un asteroide della fascia principale. Scoperto nel 1977, presenta un'orbita caratterizzata da un semiasse maggiore pari a 2,7386299 UA e da un'eccentricità di 0,1249202, inclinata di 7,52000° rispetto all'eclittica.
L'asteroide è dedicato a Cornelis Willem Schouten, esploratore, che insieme a Jacob Le Maire, scoprì un passaggio dal sud dell'Oceano Atlantico all'Oceano Pacifico.